# Celles (prowincja Hainaut)
Celles, Celles-lez-Tournai, Celles-en-Hainaut (pcd. Chièl, Chèl) – miejscowość i gmina (commune) w Belgii, w Regionie Walońskim, w prowincji Hainaut, w okręgu Tournai-Mouscron. 1 stycznia 2024 r. liczyła 5722 mieszkańców. Powierzchnia gminy wynosi 67,49 km², a jej gęstość zaludnienia wynosi 85 osoby/km².

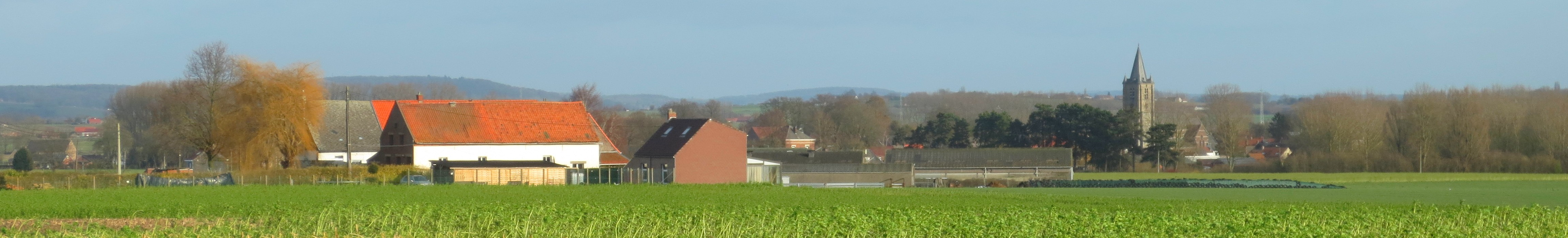
Celles

## Podział administracyjny
W skład gminy wchodzi pięć dzielnic (section):
- Escanaffles (Schalafie)
- Molenbaix
- Popuelles
- Pottes
- Velaines